# Patricia Crone

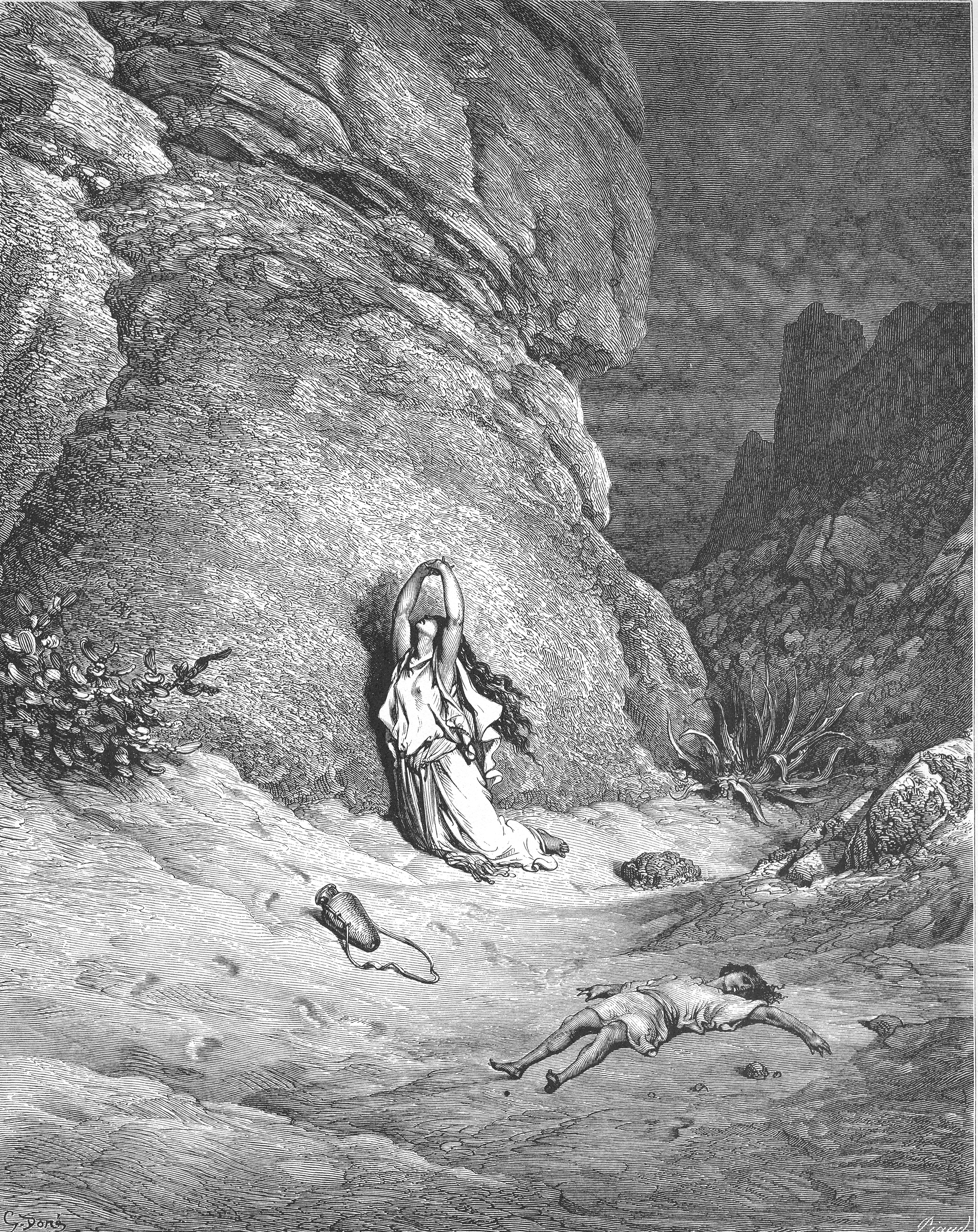
Hagar och Ismael i vildmarken.

Patricia Crone, född 28 mars 1945 i Kyndeløse Sydmark i Lejre kommun, död 11 juli 2015 i Princeton, New Jersey, var en dansk historiker som forskade om islams tidiga historia.

## Allmänt
Patricia Crone var sedan 1997 verksam vid the Institute for Advanced Study i Princeton, New Jersey. I boken Hagarism: The Making of the Islamic World, 1977, som hon skrev tillsammans med Michael Cook, presenterades en analys av islams tidiga historia baserad på samtida källor skrivna på arameiska, grekiska, armeniska och syriska. De argumenterade för uppfattningen att islam kunde ses som ett arabiskt stamuppror mot Bysans och mot Persien. De uppmärksammade även judendomens stora betydelse för uppkomsten islam.

### Ensam författare
- Slaves on Horses : The Evolution of the Islamic Polity (1980) ISBN 0-521-52940-9
- Meccan Trade and the Rise of Islam (1987) ISBN 1-59333-102-9
- Roman, Provincial and Islamic Law : The Origins of the Islamic Patronate (1987,  Paperback: 2002) ISBN 0-521-52949-2
- Pre-Industrial Societies : Anatomy of the Pre-Modern World (2003) ISBN 1-85168-311-9
- God's Rule : Government and Islam. Six Centuries of Medieval Islamic Political Thought (2004). Columbia University Press. ISBN 0-231-13290-5. Also ISBN 0-231-13291-3.
- Medieval Islamic Political Thought (2005). Edinburgh University Press, New Ed edition. ISBN 0-7486-2194-6
- From Arabian Tribes to Islamic Empire : Army, State and Society in the Near East c.600-850 (2008) ISBN 978-0-7546-5925-9

### Medförfattare
- Patricia Crone & M.A. Cook, Hagarism: The Making of the Islamic World (1977) ISBN 0-521-29754-0
- Patricia Crone & Martin Hinds, God's Caliph : Religious Authority in the First Centuries of Islam (2003; orig. 1986) ISBN 0-521-54111-5

### Artiklar
- Patricia Crone, "What do we actually know about Mohammed?", Open Democracy, 10 June 2008
- Patricia Crone, "'Jihad': idea and history", Open Democracy, 30 april 2007